# Poscola
Il torrente Poscola è un corso d'acqua della  provincia di Vicenza.
Nasce a Priabona di Monte di Malo, da una piccola grotta.
Scorre inoltre a Castelgomberto, Trissino sfociando a Montecchio Maggiore nel fiume Guà.